# (29972) Chriswan
(29972) Chriswan est un astéroïde de la ceinture principale d'astéroïdes.

## Description
(29972) Chriswan est un astéroïde de la ceinture principale d'astéroïdes. Il fut découvert le 18 mai 1999 à Socorro (Nouveau-Mexique) par le projet LINEAR. Il présente une orbite caractérisée par un demi-grand axe de 3,12 UA, une excentricité de 0,04 et une inclinaison de 8,3° par rapport à l'écliptique.

## Compléments